# کارول کرینیچانو
کارول کرینیچانو (رومانیایی: Carol Creiniceanu؛ ۱ فوریه ۱۹۳۹ – ۱۴ ژانویه ۲۰۱۲) بازیکن و مربی فوتبال اهل رومانی بود.
از باشگاه‌هایی که در آن بازی کرده‌است می‌توان به باشگاه فوتبال استوا بخارست اشاره کرد.
وی همچنین در تیم ملی فوتبال رومانی بازی کرده‌است.